# The Nolans
The Nolans (nommé The Nolans Sisters dans les années 1970) est un groupe pop féminin irlandais, actif de 1974 à 2005, et en 2009.

## Histoire
The Nolans Sisters est formé en 1974 par cinq des six sœurs Nolans, et sera renommé The Nolans en 1980. Le nombre de sœurs dans le groupe variera au fil des ans, de deux à cinq au gré des départs et des remplacements, mais il est plutôt connu comme un quatuor. Le groupe connaît le succès en Grande-Bretagne et au Japon entre 1978 et 1982, et classe même deux disques à la première place des charts japonais, le single I'm In the Mood for Dancing en 1979 et l'album Making Waves en 1980, un fait exceptionnel pour des artistes étrangers dans ce pays.
Le duo Wink reprend plusieurs de ses titres, adaptés en japonais : Let's Make Love (sous le titre Yasashiku Aishite… sur l'album Especially for You de 1989), I'm In Mood For Dancing (sous le titre Ginsei Club sur l'album Velvet de 1990) et Sexy Music sur son propre single Sexy Music, no 1 des ventes au Japon en 1990, dont le succès amène the Nolans à continuer de produire depuis de nouveaux disques et de nombreuses compilations pour le seul marché japonais.
Deux des quatre membres quittent le groupe en 1994 et 1995, qui continue en duo jusqu'en 2000, rejoint alors par la fille de l'une d'elles et une chanteuse extérieure à leur famille. Le groupe se sépare en 2005, mais se reforme ponctuellement en 2009 avec quatre des sœurs.
En 2012, Coleen participe à Celebrity Big Brother 10 sur Channel 5. En 2014 c'est Linda qui participe à Celebrity Big Brother 13.
Bernie est morte en 2013, et Linda en 2025.

## Membres
- Maureen Nolan : 1974 à 2005 et depuis 2009
- Anne Nolan : 1974 à 1980 et 1982 à 2005
- Bernie Nolan (1960-2013): 1974 à 1994 et depuis 2009
- Linda Nolan (1959-2025) : 1974 à 1983 et depuis 2009
- Denise Nolan : 1974 à 1978
- Coleen Nolan : 1980 à 1995 et depuis 2009
- Amy Nolan (fille d'Anne) : 2000 à 2005
- Julia Duckworth : 2000 à 2005

## Discographie

### Albums originaux

#### International
- 1979 : Nolan Sisters
- 1980 : Making Waves
- 1982 : Portrait
- 1982 : Altogether
- 1984 : Girls Just Wanna Have Fun!
- 1986 : Tenderly

#### Japon
- 1991 : Tidal Wave
- 1991 : Rock And Rolling Idol
- 1992 : The Hottest Place On Earth
- 1992 : Please Don't